# 1926 في المجر
فيما يلي قوائم الأحداث التي وقعت خلال عام 1926 في المجر.

## رياضة
- 22 أغسطس – بطولة أوروبا للألعاب المائية 1926

## مواليد

### فبراير
- 4 فبراير – جيولا غروسيكس لاعب كرة قدم مجري.

### مارس
- 25 مارس – لازلو باب ملاكم مجري.

### أبريل
- 23 أبريل – إيفا يانيكوفسكي كاتبة مجرية.

### مايو
- 1 مايو – بيتر لاكس رياضياتي أمريكي.
- 31 مايو – جون جورج كيميني

## وفيات

### يوليو
- 28 يوليو – جينو كارولي (مواليد 1886)

### أكتوبر
- 31 أكتوبر – هاري هوديني (مواليد 1874)